# Liste der Naturdenkmale in Versmold
Die Liste der Naturdenkmale in Versmold nennt die im Gebiet der Stadt Versmold im Kreis Gütersloh in Nordrhein-Westfalen ausgewiesenen Naturdenkmale.

## Naturdenkmale
| Bild | Nr. | Bezeichnung | Lage                           | Position                  | Beschreibung |
| ---- | --- | ----------- | ------------------------------ | ------------------------- | ------------ |
|      | A19 | Stieleiche  | Loxten, Rothenfelder Straße 63 | 52° 3′ 26″ N, 8° 9′ 24″ O |              |
|      | A20 | Findling    |                                | 52° 0′ 51″ N, 8° 8′ 55″ O |              |
|      | B2  | Stieleiche  | Versmold, Münsterstraße 98     | 52° 2′ 10″ N, 8° 8′ 10″ O |              |